# Vitryggig mes
Vitryggig mes (Melaniparus leuconotus) är en fågel i familjen mesar inom ordningen tättingar.

## Utseende och läte
Vitryggig mes är en udda mes med mestadels svart fjäderdräkt men ljus rygg. Hanen har lysande vitt på ryggen, medan honan och ungfåglar är mer beigefärgade. Lätena är typiska för mesar, men mjukare. Sången varierar kraftigt, men innehåller ofta upprepade fraser med musikaliska visslingar.

## Utbredning och systematik
Vitryggig mes förekommer i skogklädda bergsraviner i Etiopien och angränsande Eritrea. Den behandlas som monotypisk, det vill säga att den inte delas in i några underarter.

### Släktestillhörighet
Vitryggig mes placerades tidigare liksom övriga mesar i Afrika i släktet Parus, men har lyfts ut till det egna släktet Melaniparus efter genetiska studier från 2013 som visade att de utgör en distinkt utvecklingslinje.

## Levnadssätt
Arten hittas i bergsskogar, där den uppträder i par eller smågrupper, ofta i artblandade flockar.

## Status och hot
Arten har ett stort utbredningsområde, men tros minska i antal, dock inte tillräckligt kraftigt för att den ska betraktas som hotad. Internationella naturvårdsunionen IUCN listar arten som livskraftig (LC). Världspopulationen har inte uppskattats men den beskrivs som dåligt känd.